# Heerlijk duurt het langst
Heerlijk duurt het langst is een Nederlandse musical die bedacht en geschreven werd door Annie M.G. Schmidt en Harry Bannink. Heerlijk duurt het langst wordt vaak gezien als de eerste professionele Nederlandstalige musical.

## Achtergrond
Begin jaren zestig nemen producenten John de Crane en Piet Meerburg contact op met Annie M.G. Schmidt met het verzoek of zij de Franse musical La plume de ma tante voor hen wilde vertalen naar het Nederlands. Schmidt gaf aan dat zij niets vertaalde zolang ze zelf nog ideeën zou hebben (hoewel dat toen nog niet het geval bleek te zijn). Daarop brachten De Crane en Meerburg een bezoek aan Schmidt, waarop het eerste idee ontstond voor een samenwerking die uiteindelijk leidde tot de musical Heerlijk duurt het langst.
Schmidt en Bannink schreven het materiaal voor Heerlijk duurt het langst op basis van hun eerdere ervaringen met scripts en liederen voor de radio en televisie. Uiteindelijk bleek er te veel materiaal te zijn geschreven en werd veel geschrapt. Het titelnummer van de musical, het lied Heerlijk duurt het langst, sneuvelde op de avond vóór de première in verband met problemen met het decor. Lange tijd was er daarom onduidelijkheid waar de naam van musical vandaan kwam.
Eind 1965 verscheen er een LP met studio-uitvoeringen van de belangrijkste nummers van de musical. In april 1967 werd Op een mooie Pinksterdag, een duet van André van den Heuvel en Leen Jongewaard, een Top 40-hit.

### Productie van 1998
In 1999 verscheen Heerlijk duurt het langst opnieuw op de planken in licht gereviseerde vorm. Omdat de inhoud van de musical door het creatieve team (bestaande uit Ivo de Wijs, Ruut Weissman en André Veldkamp) als typisch voor de jaren 60 werd ervaren, werd de musical niet aan het tijdsbeeld van de jaren 90 aangepast. In plaats daarvan werd een introductie geschreven die de setting van de musical met een flashback terug naar de jaren 60 bracht. Het oorspronkelijke titellied Heerlijk duurt het langst werd weer in de productie geschreven, samen met het lied Ladumaar meneer uit Ja zuster, nee zuster. Het lied Oe! werd op verzoek van Bannink uit de show verwijderd.

## Verhaal
Marian en Ido zijn getrouwd en hebben een dochter, Pinkie. Het huwelijk zit in een sleur en uiteindelijk blijkt Ido vreemd te gaan met zijn secretaresse Emma. Als Marian hem voor de keuze stelt en Ido niet kan kiezen, schopt Marian hem het huis uit. Op haar beurt papt Marian met buurman Ton aan. Als dochter Pinkie later thuiskomt met een Turkse jongen en naar Turkije wil emigreren, doen Marian en Ido er alles aan om haar in Nederland te houden en brengt dit ze weer bij elkaar.

## Rolverdeling
| Rol             | 1965 (John de Crane, Willy Hofman en Piet Meerburg)                                                                                                 | 1998-1999 (Impresariaat Gislebert Thierens) | 2010 (Radiomakers Desmet) | 2015 (De Graaf & Cornelissen Entertainment)                                                                    |
| --------------- | --- | --- | --- | --- |
| Marjan          | Conny Stuart | Jenny Arean / Jasperina de Jong | Tjitske Reidinga | Lone van Roosendaal                                                                                            |
| Ido             | André van den Heuvel | Marnix Kappers | Pierre Bokma | Chris Tates |
| Kees Bloem      | Leen Jongewaard | Paul de Leeuw, Frans Mulder | Arjan Ederveen | Alfred van den Heuvel                                                                                          |
| Emma            | Winnifred Bosboom | Sjoera Retèl | Lottie Hellingman | Rosalie de Jong                                                                                                |
| Ton de Vries    | Freddy Albeck | Rients Gratama | Huub van der Lubbe | Dick Cohen |
| Pink            | Francine ter Linden | Eva Poppink | Noa Koch | Nikki van Ostaijen                                                                                             |
| Wim de Heer     | Rob van Houten | Bas Hoeflaak | Bart Rijnink | Stefan de Kogel                                                                                                |
| Ali             | John Kuipers | Alex Klaasen | Bart Rijnink | Buddy Vedder                                                                                                   |
| Stem van Moeder | Annie M.G. Schmidt | Conny Stuart | Olga Zuiderhoek | Annie M.G. Schmidt                                                                                             |
| Ensemble        | Barrie Stevens, Mary Michon, Carola Baay, Bert Buitenhuis, Myrthe Carvalho, Maayk de Jong, Marijke van Laar, Jeanne Merkx-Overste, Caroline Willems | Wilma Bakker, Jacqueline Hopman, Albert Klein Kranenburg, Charlotte Lap, Louis-Fritz Maurer, Anouk van Nes, Tanja de Nijs, Daniela Oonk, Martine Sandifort, Birger van Severen, Joyce Stevens | Koen van Eerdenburg, Joey Ferre, Ruben Kuppens, Marie-Louise Nelemans, Sanne Potters, Wesley de Ridder, Anouk Snel, Sander Visser | Hilke Bierman, Esmée Dekker, Matthijs van der Meer, Arie Cupé, Michael Hoogveld, Saskia Verhoef, Esmee de Boer |

## Scèneoverzicht
| Productie van 1965 - Ouverture - Orkest - Alles begint bij de foundation - Ensemble - Ligt het aan hem - Marjan - Tomatensap - Marjan, Ido, Pinkie, Ton - Een vrouw als jij - Ton, Marjan - Oe! - Emma - Kom Kees - Kees en ensemble - Zusters - Ensemble - Emma dilemma - Ido en ensemble - Kleine zwakke vrouw - Marjan - Zeur niet - Marjan en ensemble - Sex - Ido en ensemble - Het is over - Marjan - Op een mooie Pinksterdag - Ido en Kees - Finale Kom Kees - Ensemble | Productie van 1998 - Wat had u gehad willen hebben - Ensemble - Ligt het aan hem - Marjan - Tomatensap - Marjan, Ido, Pinkie, Ton - Een vrouw als jij - Ton, Marjan - Kom Kees - Kees en ensemble - Zusters - Ensemble - Emma dilemma - Ido en ensemble - Kleine zwakke vrouw - Marjan - Heerlijk duurt het langst - Ensemble - Zeur niet - Marjan en ensemble - Ladumaar meneer - Ensemble - Sex - Ido en ensemble - Het is over - Marjan - Op een mooie Pinksterdag - Ido en Kees - Finale Kom Kees - Ensemble | Productie van 2015 - Ouverture - Orkest - Alles begint bij de foundation - Ensemble - Wat had u gehad willen hebben - Ensemble - Ligt het aan hem - Marjan - Tomatensap - Marjan, Ido, Pinkie, Ton - Een vrouw als jij - Ton, Marjan - Oe! - Emma - Kom Kees - Kees en ensemble - Kleine zwakke vrouw - Marjan - Emma dilemma - Ido en ensemble - Zusters - Emma en ensemble - Heerlijk duurt het langst - Ensemble - Zeur niet - Marjan en ensemble - Sex - Ido en ensemble - Het is over - Marjan - Op een mooie Pinksterdag - Ido en Kees - Dit is de limit - Emma - Finale (Heerlijk duurt het langst, Op een mooie Pinksterdag, Zeur niet, Sex, Kom Kees) - Ensemble |